# Youngsville (Pensilvânia)
Youngsville é um distrito localizado no estado norte-americano de Pensilvânia, no Condado de Warren.

## Demografia
Segundo o censo norte-americano de 2000, a sua população era de 1834 habitantes.
Em 2006, foi estimada uma população de 1706, um decréscimo de 128 (-7.0%).

## Geografia
De acordo com o United States Census Bureau tem uma área de
3,4 km², dos quais 3,4 km² cobertos por terra e 0,0 km² cobertos por água. Youngsville localiza-se a aproximadamente 435 m acima do nível do mar.

## Localidades na vizinhança
O diagrama seguinte representa as localidades num raio de 20 km ao redor de Youngsville.